# Wybory parlamentarne na Antylach Holenderskich w 2010 roku
Wybory parlamentarne na Antylach Holenderskich w 2010 roku – wybory parlamentarne na Antylach Holenderskich zorganizowane 22 stycznia 2010.

## Organizacja wyborów
16 września 2009 Rada Ministrów Antyli Holenderskich ogłosiła organizację nowych wyborów parlamentarnych w dniu 22 stycznia 2010. Rejestracja wyborców zakończyła się w listopadzie 2009, a termin składania list kandydatów przez partie polityczne minął w pierwszym tygodniu grudnia 2009. Obywatele wybierali 22 członków parlamentu (Staten). Były to prawdopodobnie ostatnie wybory na Antylach Holenderskich, przed planowanym na 10 października 2010 rozwiązaniem tego terytorium i przekształceniem go w kilka odrębnych jednostek o różnym statusie. 

## Wyniki wyborów
W wyborach zwycięstwo odniosła rządząca Partido Antiá Restrukturá premier Emily de Jongh-Elhage.
| Partia polityczna                                                                | Wyspa          | Liczba głosów | % | Liczba mandatów |
| -------------------------------------------------------------------------------- | -------------- | ------------- | - | --------------- |
| Partido Antiá Restrukturá                                                        | Curaçao        | 26 641        |   | 6               |
| Lista di Kambio - Movishon Antia Nobo - Forsa Kòrsou - Niun Paso Atras           | Curaçao        | 23 552        |   | 5               |
| Pueblo Soberano                                                                  | Curaçao        | 10 789        |   | 2               |
| Partido Nashonal di Pueblo                                                       | Curaçao        | 6 494         |   | 1               |
| Partido Frente Obrero Liberashon 30 Di Mei                                       | Curaçao        | 4,373         |   | 0               |
| Democratische Partij                                                             | Curaçao        | 1 815         |   | 0               |
| Partido un Pueblo Emansipa                                                       | Curaçao        | 311           |   | 0               |
| Movementu Solushon Isla                                                          | Curaçao        | 195           |   | 0               |
| National Alliance - Sint Maarten Patriotic Alliance - National Progressive Party | Sint Maarten   | 6,939         |   | 3               |
| Democratische Partij Sint Maarten                                                | Sint Maarten   | 3 560         |   | 0               |
| People’s Progressive Alliance                                                    | Sint Maarten   | 916           |   | 0               |
| Union Patriotico Bonairano                                                       | Bonaire        | 3 673         |   | 2               |
| Partido Democratico Bonairano                                                    | Bonaire        | 2,720         |   | 1               |
| Lista di Kambio                                                                  | Bonaire        | 1 126         |   | 0               |
| Democratische Partij Sint Eustatius                                              | Sint Eustatius | 602           |   | 1               |
| Progressive Labour Party                                                         | Sint Eustatius | 341           |   | 0               |
| Windwards Islands People’s Movement                                              | Saba           | 393           |   | 1               |
| Razem                                                                            | Razem          |               |   | 22              |
| Źródło:                                                                          |                |               |   |                 |